# Szilfa-dűlői-csatorna
A Szilfa-dűlői-csatorna a Kisalföldön ered, Komárom-Esztergom vármegyében, mintegy 190 méteres tengerszint feletti magasságban. A patak forrásától kezdve északi irányban halad, majd Eténél eléri a Csépi-eret.

## Part menti települések
- Császár
- Ete